# Hugh Stott
Hugh Stott, britanski general, * 1884, † 1966.